# Musses klubbhus
Musses klubbhus är en animerad amerikansk TV-serie som går på Disney Junior (före detta Playhouse Disney). Det första avsnittet sändes på Disney Channel den 5 maj 2006.
Musse Pigg, Mimmi Pigg, Kalle Anka, Kajsa Anka, Långben och Pluto är med och hjälper varandra med massor av olika orsaker och uppdrag i avsnitten. Då de inte kan göra något utan att använda redskap, kallar vännerna på "Tingest", som tar fram "Musske-redskap" som kan bestå av 3-5 olika redskap. Serien startade 2006 och avslutades 2016.
Svarte Petter, Klarabella, Ludwig von Anka, Piff och Puff är också med i vissa avsnitt.

## Sammanställning av säsongerna[2]
| Säsong nr | Antal avsnitt | Övrigt                                           |
| --------- | ------------- | ------------------------------------------------ |
| Säsong 1  | 27            | Musse Pigg, röst Wayne Allwine. Sändes 2006-2007 |
| Säsong 2  | 40            | Musse Pigg, röst Wayne Allwine. Sändes 2008-2010 |
| Säsong 3  | 32            | Musse Pigg, röst Wayne Allwine. Sändes 2010–2012 |
| Säsong 4  | 26            | Musse Pigg, röst Bret Iwan. Sändes 2012-2016     |

## Roller

### Engelska

#### Huvudkaraktärer
- Wayne Allwine (2006–09) som Musse Pigg
- Bret Iwan (2009–) som Musse Pigg
- Tony Anselmo som Kalle Anka
- Russi Taylor som Mimmi Pigg
- Tress MacNeille som Kajsa Anka
- Bill Farmer som Långben och Pluto

#### Andra karaktärer
- Jim Cummings som Svarte Petter
- Corey Burton som Ludwig von Anka
- Tress MacNeille och Corey Burton som Piff och Puff
- April Winchell som Klarabella
- Rob Paulsen som Toodles
- Will Ryan som jätten Willie
- Maurice LaMarche som Mortimer Mus

### Svenska

#### Huvudkaraktärer
- Anders Öjebo som Musse Pigg
- Andreas Nilsson som Kalle Anka
- Lizette Pålsson som Mimmi Pigg
- Marie Kühler-Flack som Kajsa Anka (Säsong 1)
- Anna Nordell som Kajsa Anka (Säsong 2)
- Johan Lindqvist som Långben
- Lawrence Mackrory som Pluto

#### Andra karaktärer
- Bengt Skogholt som Svarte Petter
- Gunnar Uddén som Ludwig von Anka
- Anna Norberg som Klarabella (Säsong 1)
- Charlotte Ardai Jennefors som Klarabella (Säsong 2)